# Halowe Mistrzostwa Europy w Lekkoatletyce 1990 – skok wzwyż kobiet
Skok wzwyż kobiet – jedna z konkurencji technicznych rozgrywanych podczas halowych lekkoatletycznych mistrzostw Europy w  hali Kelvin Hall w Glasgow. Rozegrano od razu finał 3 marca 1990. Zwyciężyła reprezentantka Republiki Federalnej Niemiec Heike Henkel. Tytułu zdobytego na poprzednich mistrzostwach nie obroniła Galina Astafei z Rumunii, która tym razem zdobyła brązowy medal.

## Rezultaty

### Finał
Opracowano na podstawie materiału źródłowego.
| Miejsce | Zawodniczka           | Wynik | Uwagi |
| ------- | --------------------- | ----- | ----- |
| 1       | Heike Henkel          | 2,00  |       |
| 2       | Britta Vörös          | 1,94  |       |
| 3       | Galina Astafei        | 1,94  |       |
| 4       | Hanne Haugland        | 1,91  |       |
| 5       | Andrea Arens          | 1,91  |       |
| 6       | Jelena Ponikarowskich | 1,88  |       |
| 7       | Jelena Topczyna       | 1,88  |       |
| 8       | Niki Bakojani         | 1,88  |       |
| 9       | Beate Holzapfel       | 1,88  |       |
| 10      | Maryse Éwanjé-Épée    | 1,84  |       |
| 11      | Jana Brenkusová       | 1,84  |       |
| 12      | Biljana Petrović      | 1,84  |       |
| 13      | Niki Gavera           | 1,80  |       |
| 13      | Monica Westén         | 1,80  |       |
| 15      | Julia Bennett         | 1,80  |       |
| 15      | Disa Gísladóttir      | 1,80  |       |
| 17      | Sharon Foley          | 1,75  |       |
| 17      | Christina Nordström   | 1,75  |       |
| 19      | Maggy Moreno          | 1,75  |       |